# Campos de Sport de El Sardinero (1988)
Los Campos de Sport de El Sardinero, o más popularmente El Sardinero, es un estadio municipal de fútbol, situado en la ciudad de Santander, en Cantabria (España), en el cual juega sus partidos como local el Real Racing Club de Santander de la Segunda División de España.

## Historia

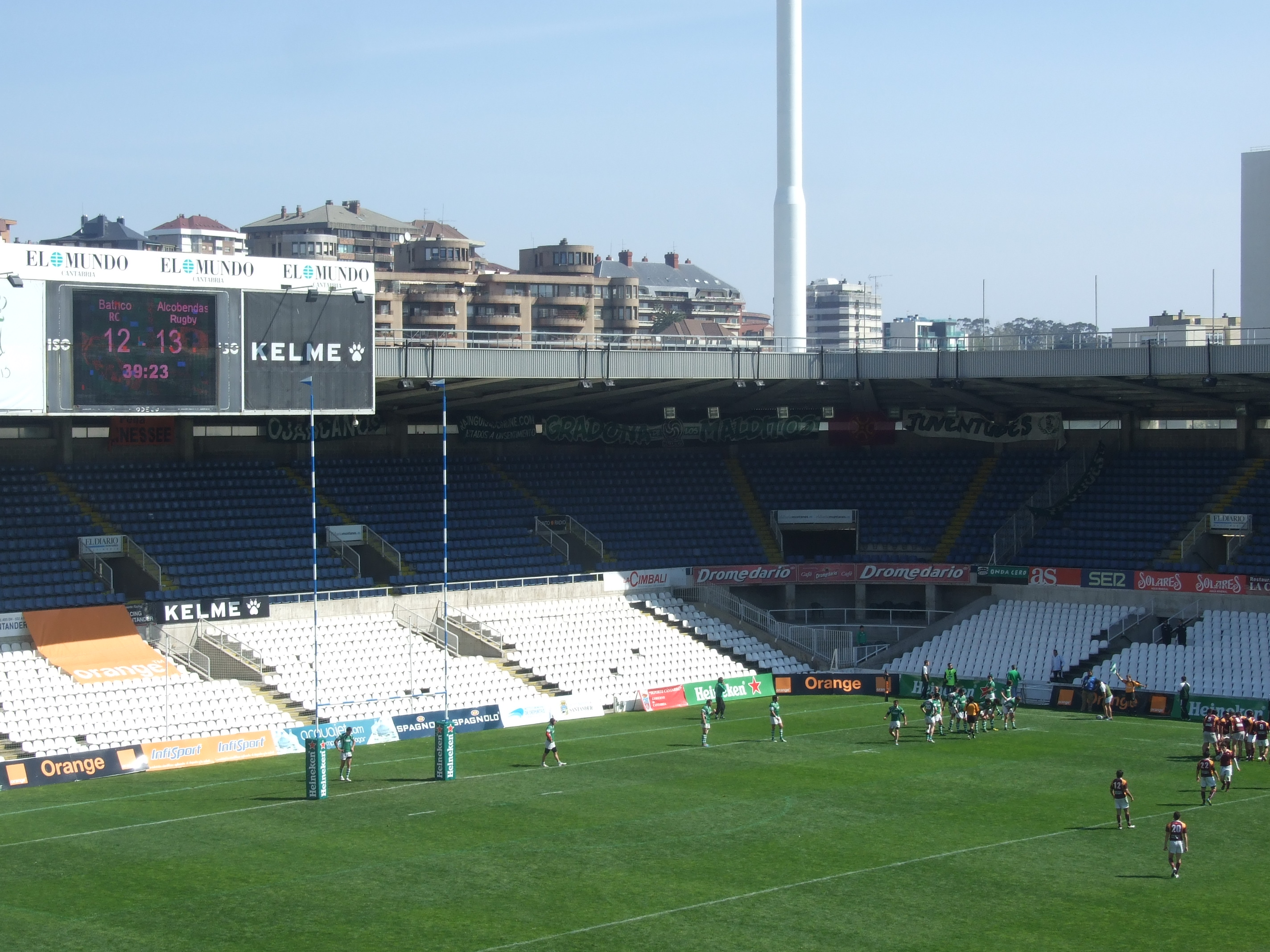
El 5 de mayo de 2013 se disputó el primer partido de rugby en la historia de los Campos de Sport de El Sardinero

El 16 de febrero de 1913, en la presentación oficial del Racing Club, se inauguraron los viejos Campos de Sport de El Sardinero con un torneo local. El estadio que posteriormente se erigió allí, sirvió durante 75 años (perteneció al Racing desde la temporada 1952-53, comprado por 3 millones y medio de pesetas, hasta 1984, que pasó a manos del Ayuntamiento), hasta ser clausurado con el último encuentro de la temporada regular Racing-Granada (0-0), el 15 de mayo de 1988. El derribo tuvo lugar aquel mismo 17 de junio. Una placa conmemorativa en el actual parque de Mesones recuerda el lugar exacto.
El nuevo y actual estadio se construyó en terrenos contiguos a los del anterior y fue bautizado con el mismo nombre que hace referencia a El Sardinero, el barrio de Santander en donde se ubica. Fue inaugurado el 20 de agosto de 1988 por el entonces alcalde de Santander Manuel Huerta, siendo el presidente del Racing Emilio Bolado. El encuentro inaugural del estadio fue el partido amistoso disputado entre Racing de Santander y Real Oviedo (0-2) siendo su primer goleador el delantero del conjunto carbayón Carlos Muñoz Cobo. Después se jugó un encuentro entre el Real Madrid C. F. y Everton F. C.
Aparte de los partidos del Racing de Santander, este estadio ha acogido partidos de la selección cántabra de fútbol y también algunos de la selección de fútbol de España. Uno de ellos de la fase previa del mundial de Alemania 2006, en el que España ganó por 2-0 a Bélgica. El último partido disputado fue el 4 de junio de 2008 ante la selección de fútbol de Estados Unidos, partido de preparación para la Eurocopa 2008. España ganó por un gol a cero.
El 5 de mayo de 2013 se celebraron por primera vez en sus instalaciones dos partidos de rugby: por la mañana el partido de vuelta de la final de la División de Honor B entre el Independiente Rugby Club de Santander y el Club Alcobendas Rugby; la derrota local por un punto dio el ascenso a los santanderinos a División de Honor por segunda vez en su historia. Después, los equipos Valladolid Rugby Asociación Club y Ordizia Rugby Elkartea disputaron la final de la Copa del Rey de rugby 2013, en la cual se impuso el segundo por 17 a 34.

## Características

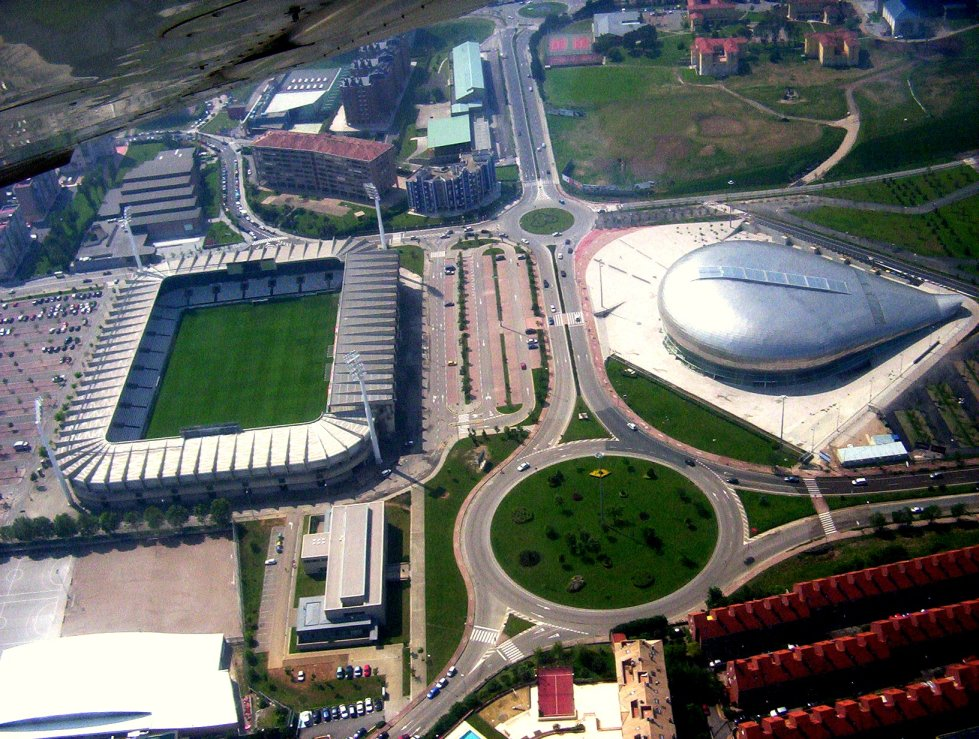
Vista aérea del estadio y del Palacio de Deportes

El estadio pertenece al Ayuntamiento de Santander y en él juega el Real Racing Club como club emblemático de la ciudad, y donde también están sus oficinas y su tienda oficial.
Está ubicado justo al lado del Palacio de Deportes de Santander, del Palacio de Exposiciones y Congresos y del Parque de la Vaguada de las Llamas, junto a las famosas playas de El Sardinero. El acceso al mismo es directo tanto desde el centro de la ciudad a través del Túnel de Puertochico como desde fuera de la misma por la avenida de La Constitución.
El estadio tiene cinco tribunas (superiores) y cuatro preferencias (inferiores) y una zona detrás de las esquinas de preferencia sur para los socios de equipos rivales. Los asientos de las preferencias son blancos, mientras que los de la tribuna son azules, haciendo honor a la bandera de Santander. 
A finales de 2023, los asientos se reacondicionaron, pintando todos de color verde, y añadiendo la palabra "RACING" dibujada en blanco y negro en la Tribuna Este. A la vez, se eliminaron filas de asientos, convirtiendo el número a 21.512 localidades.
En enero de 2025, se añadieron asientos en la última fila de todas las tribunas, aumentando el aforo al actual, de 22.514 localidades.
Las dimensiones del terreno de juego son de 105x68 metros. A lo largo de cada una de las dos bandas laterales del campo de juego se encuentra un foso, construido para evitar el acceso del público al campo pero sin quitarle visibilidad.
Cuando se inauguró el estadio, fue muy valorado su sistema de evacuación del público y el hecho de que no existieran columnas para sustentar la cubierta que dificultaran la visión (que es muy buena desde casi cualquier punto de la grada).

### Adecuación a normativa UEFA

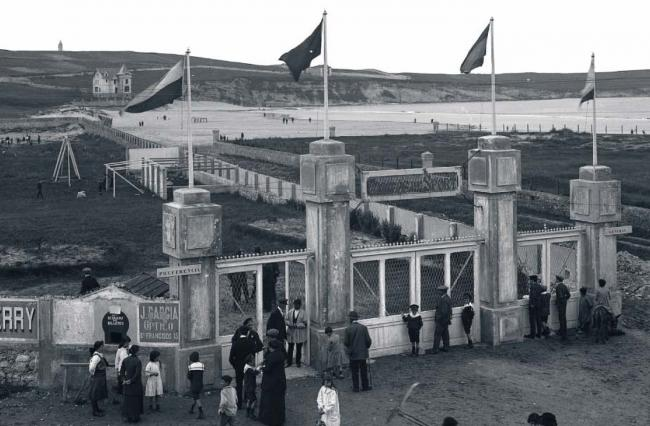
Fotografía a principios del (imagen de la colección Thomas)

Anteriormente a 2008, el club había realizado una serie de trabajos de reforma en el estadio:
- La desaparición de las gradas de pie.
- El traslado en 1997 de la sede social del club a Los Campos de Sport desde el paseo de Pereda.
- La mejora de la zona del palco.
- La instalación de los dos nuevos videomarcadores en 1999.

Coincidiendo con la clasificación del Real Racing Club para la Copa de la UEFA el club debió acometer durante el verano de 2008 otra serie de reformas para cumplir con los requisitos mínimos indispensables para poder albergar encuentros oficiales de carácter europeo.
Aunque el estadio ya cumplía con la mayoría de estos requisitos, existieron otros que se debieron solventar como fueron:

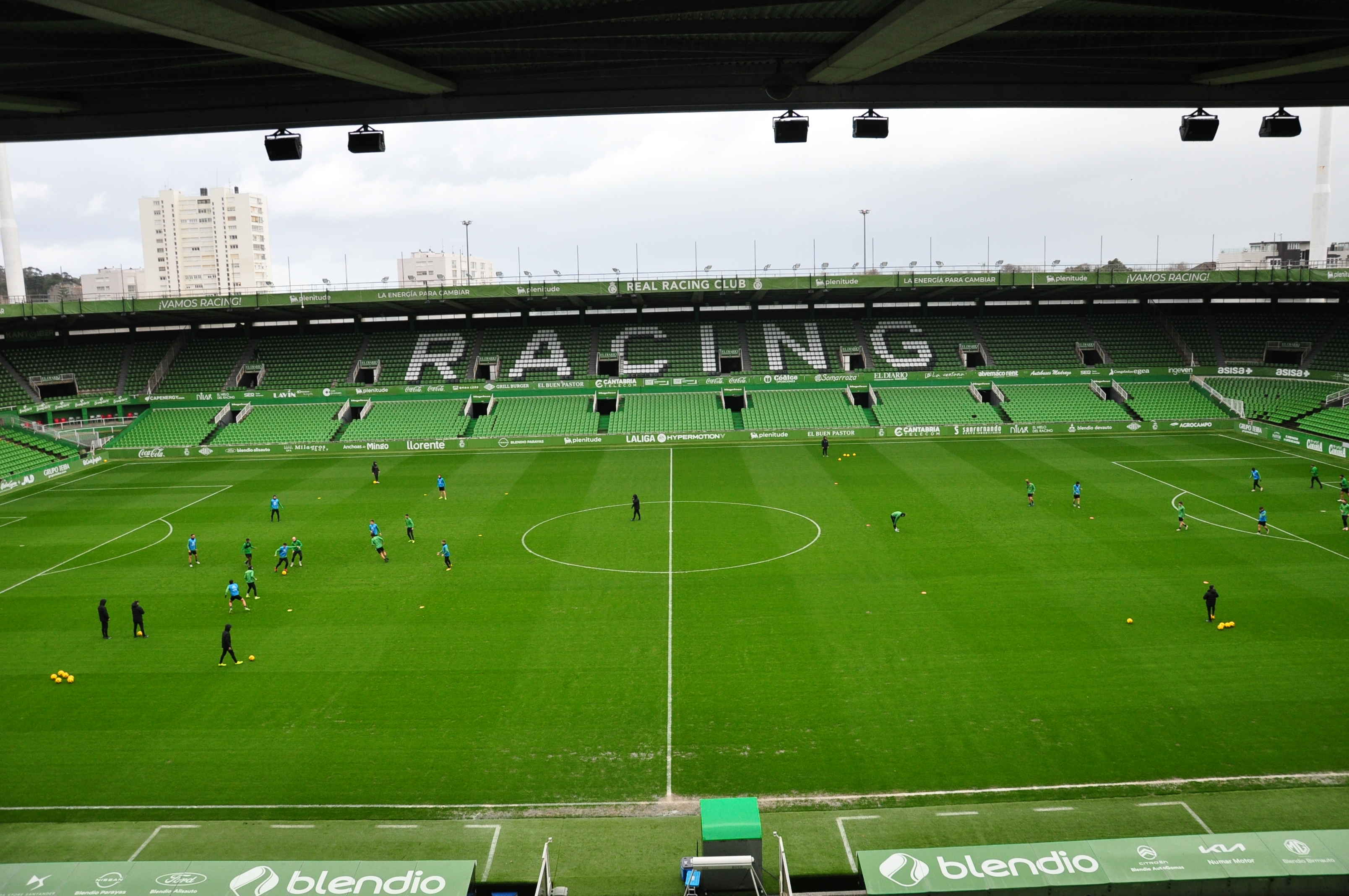
5 de enero de 2023, en un entrenamiento a puerta abierta por el día de los Reyes Magos

- Las luces del estadio debían alcanzar los 1200 lux.
- Destinar a las personas con discapacidad (en ese momento ubicadas en las Preferencias Norte y Sur) plazas sin obstáculos más cómodas y seguras.
- El túnel de vestuarios debía ser telescópico y de material ignífugo.
- En las instalaciones para los medios de comunicación, prohibición de acceso al césped a través de los vestuarios, ampliación de la zona mixta, entrada específica para los periodistas y una sala de prensa con un mínimo de 50 asientos.

Desde 2017, el estadio cuenta con unos grandes videomarcadores de unos 20 metros de largo por 4 de alto (los terceros más grandes de España, solo superados por los del estadio de Riazor y el Santiago Bernabéu).